# Dur Sarruquim
Dur Sarruquim ou Dur Xarruquim (em árabe: شروكين; romaniz.: Dur Sharrukin; lit. "Fortaleza de Sargão") foi uma cidade da Assíria construída na década anterior a 706 a.C. por ordens de Sargão II, sendo a capital do país em 706 a.C. No local encontra-se atualmente o vilarejo de Corsabade (Khorsabad), a 15 km ao nordeste de Moçul e a 20 km ao norte de Nínive.

## Arqueologia

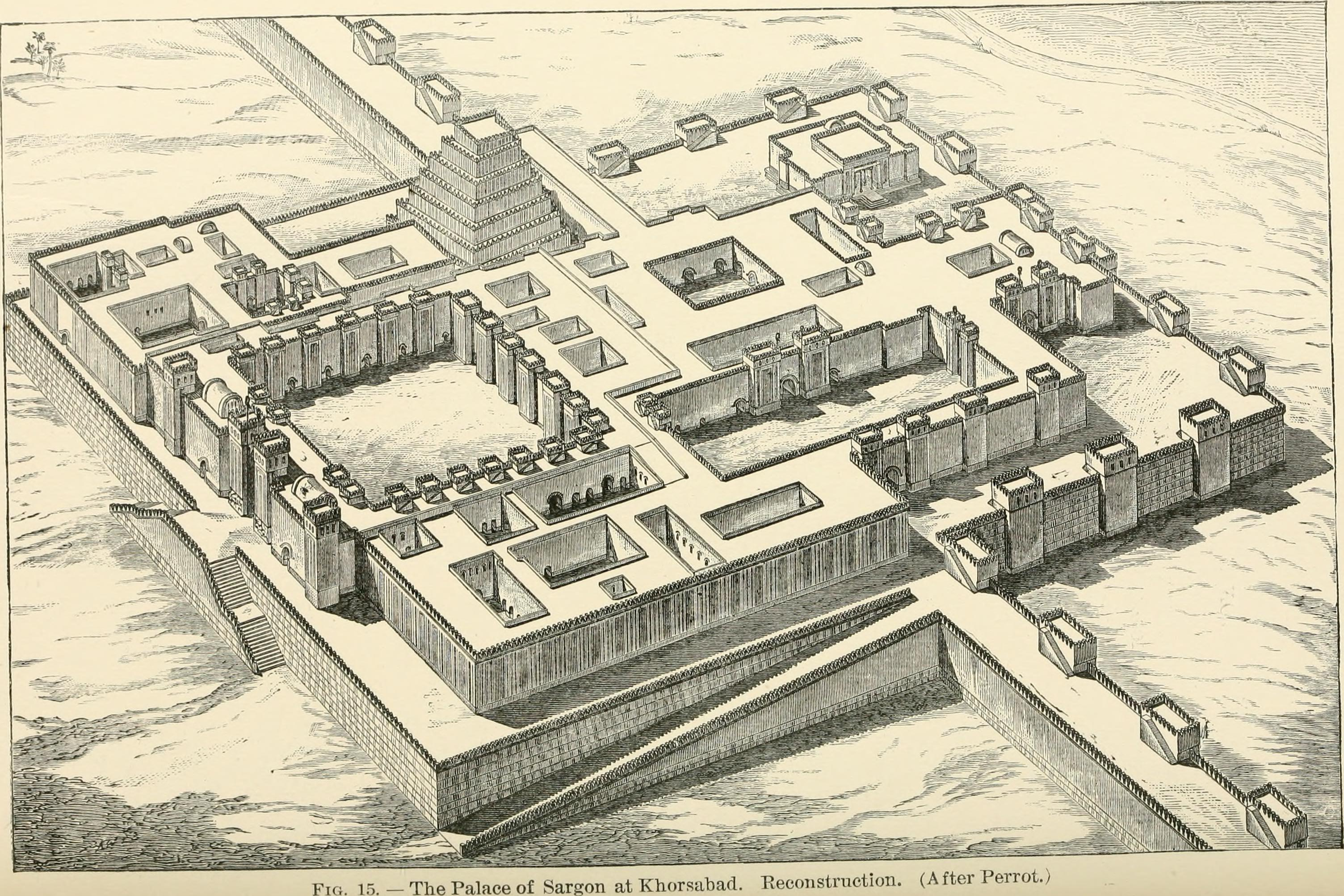
Reconstrução do palácio de Sargão II em Dur-Sarruquim.

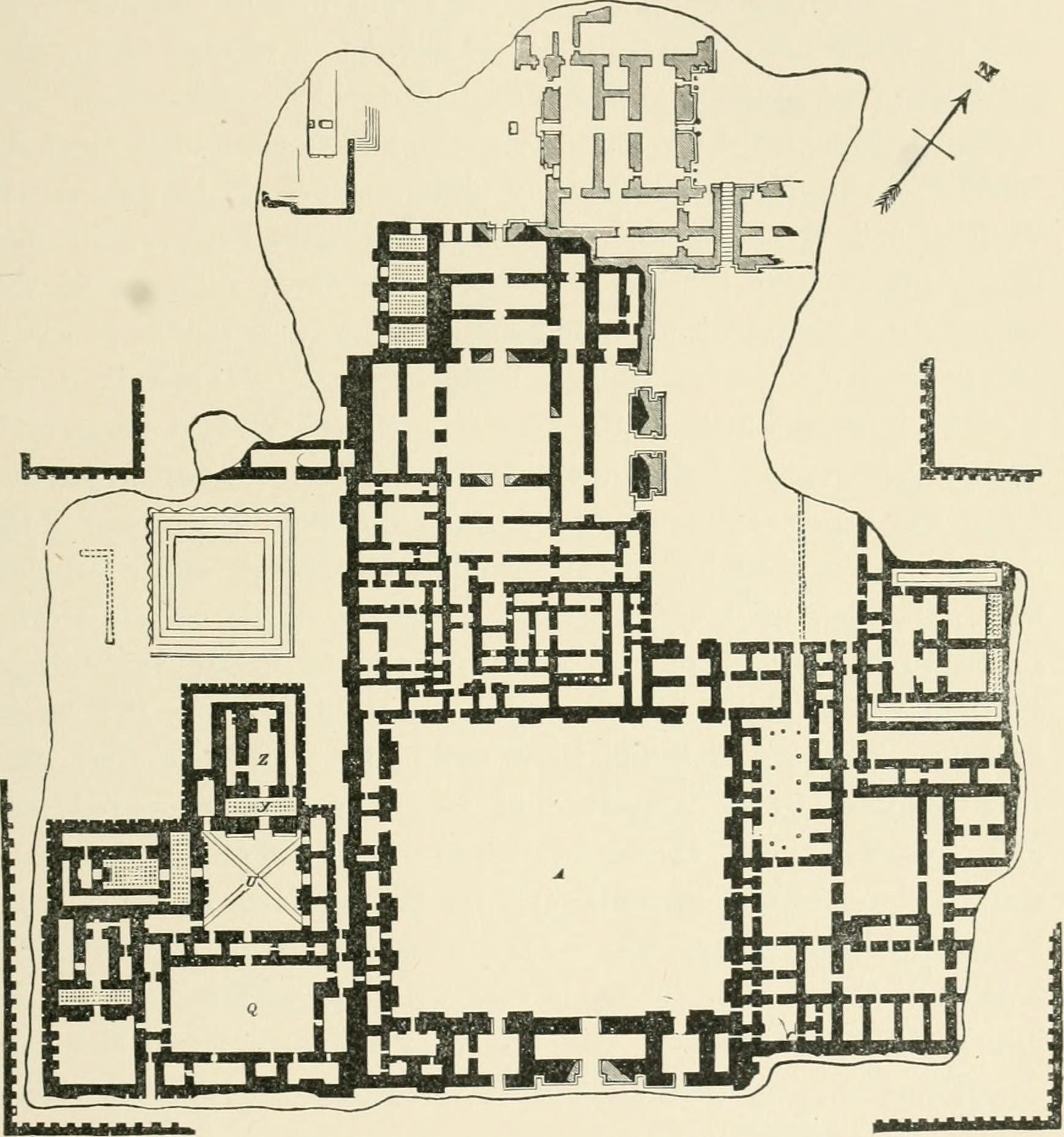
Plano de reconstrução do palácio de Sargão II. Procurado em 1905.

A cidade possuía um desenho retangular, com dimensões aproximadas de 1760 m por 1835 m, sendo a menor capital da Assíria. Era toda cercada por muros, que mediam aproximadamente 16.280 unidades assírias de comprimento. No total, 157 torres protegiam as laterais da cidade, havendo também sete portões. As terras dos arredores eram utilizadas para o cultivo de oliveiras, para aumentar a deficiente produção de azeite da Assíria. Um terraço continha templos (sendo os principais dedicados aos deuses Nabu, Samas e Sim, enquanto Adade, Ningal e Ninurta possuíam pequenos santuários) e o palácio real (adornado com esculturas e relevos nas paredes). Stephen Bertman comenta sobre a construção e o projeto da cidade:
A capital de Sargão tinha mais de uma milha quadrada  (2,6 km²) e seu design tornou-se sua preocupação. As dimensões da cidade, por exemplo, foram baseadas no valor numerológico do nome de Sargão. Tabuletas descrevendo a história da construção do palácio foram depositadas em sua pedra angular com o mesmo texto repetido em tábuas individuais de cobre, chumbo, prata, ouro, calcário, magnesita e lápis-lazúli, enquanto pinturas ilustravam como torras de cedro foram importadas do Líbano para fornecer a madeira necessária. Touros de pedra colossais com asas e cabeças humanas protegiam suas entradas. E as paredes do palácio estavam decoradas com tantas esculturas que os painéis, se colocados lado a lado, estendiam-se por uma milha.

## História

Mapa do Império Neoassírio em.

A cidade foi colonizada, em parte, com prisioneiros de guerras e deportados, sob o controle dos oficiais assírios, os quais deveriam assegurar que os habitantes fossem suficientemente respeitosos com os deuses e o rei.
Sargão II tinha planos para reconstruir o palácio de Dur-Sarruquim, mas morreu durante uma batalha (705 a.C.). Seu filho, Senaqueribe, transferiu a capital assíria para Nínive, mais ao sul. A construção da cidade nunca foi terminada e foi finalmente abandonada um século mais tarde, quando houve a queda do império assírio.

## Escavações

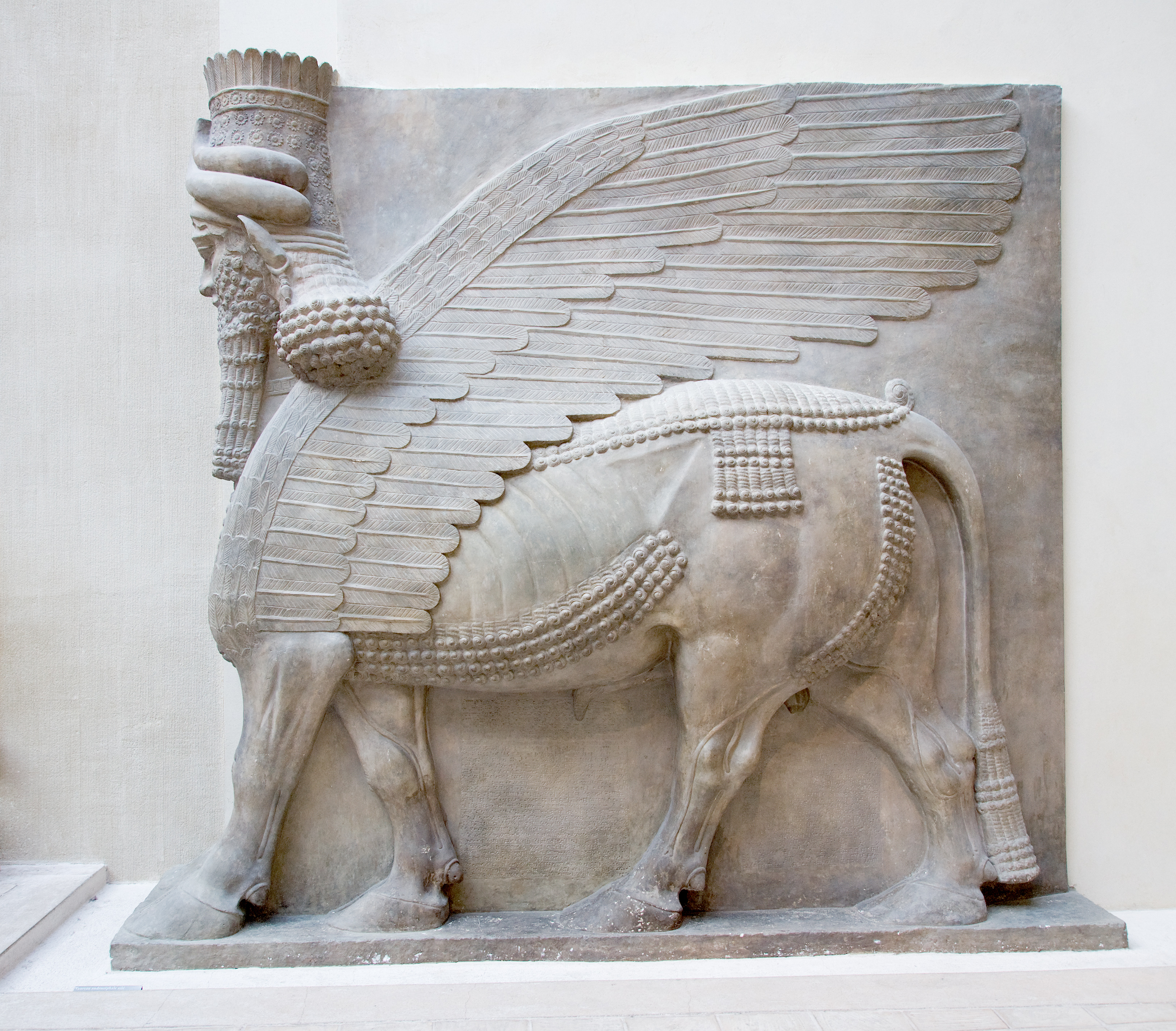
Lamassu encontrado durante a escavação de Botta no Museu do Louvre.

O primeiro a escavar a cidade foi o cônsul francês em Moçul, Paul-Émile Botta, em 1843. Botta acreditava que Corsabade era a localização da bíblica Nínive.
As ruínas milenares do sítio arqueológico foram destruídas em março de 2015 por forças do Estado Islâmico, incluindo o Palácio do rei Sargão II e de seu filho Senaqueribe.